# Валентинов, Николай Владиславович
Николай Владиславович Валентинов (при рождении Вольский; 7 [19] мая 1880, Моршанск — 26 июля 1964, Ле-Плесси-Робинсон, Франция) — русский публицист, философ, экономист.

## Биография
Родился в городе Моршанске Тамбовской губернии. Его отец, Вольский Владислав Казимирович, присяжный поверенный, предводитель моршанского дворянства, принадлежал к старинному польскому дворянскому роду Дуниных-Вольских. Его мать, Надежда Ивановна, была из семьи моршанских купцов, землевладельцев, коннозаводчиков Рымаревых, потомственных почётных граждан Моршанска.
Детство провёл в отцовском имении Подъём.
В 1896 году закончил моршанское реальное училище. Учился в Горном и Технологическом институтах в Петербурге (1897—1898), начал заниматься революционной социал-демократической деятельностью, за что был арестован и сослан в Уфу, где прожил до 1900 года, работая в железнодорожных мастерских. В 1900-01 годах продолжил учёбу в Киевском политехническом институте. С 1899 публиковался в левой прессе. В 1901 снова был арестован за участие в демонстрации и провел полгода в Бутырской тюрьме. После освобождения вернулся в Киев и в 1902-03 годах работал в «Киевской газете». С 1903 года большевик. Снова арестован, выпущен 31 декабря 1903. Уехал в Женеву, где сблизился с Лениным. Разошедшись с ним по философским проблемам, с 1904 г. перешёл в лагерь меньшевиков. В 1905 году был соредактором «Псковской газеты» — первой легальной социал-демократической газеты. В 1904-05 годах жил нелегально в Харькове, затем до 1908 года в Москве. Руководил военной организацией меньшевистской Московской группы РСДРП.
После подавления Первой русской революции — сторонник бойкота Государственной думы. Призывал к ревизии марксизма, дополняя его учениями Э. Маха и Р. Авенариуса.
Взял псевдоним «Валентинов» по имени своей жены, Валентины Николаевны, дочери известной народницы Олимпиады Григорьевны Лукьяненко (Алексеевой).
С 1908 по 1911 год работал в «Киевской мысли» (в 1909 на короткое время вновь арестовывался). В 1911—1928 жил и работал в Москве. В 1911-13 был фактическим редактором «Русского слова». С конца 1916 года выступал за заключение сепаратного мира с Германией, поэтому разошёлся с меньшевиками и окончательно порвал с ними летом 1917 года. В 1917—1918 в эсеровской газете «Власть народа». В 1917 году издал книгу «Революция и аграрная программа социалистов-революционеров».
Октябрьскую революцию не принял. Протестовал против политики военного коммунизма, считая ее противоречащей элементарным законам экономики. Политике военного коммунизма Вольский противопоставлял НЭП. В 1922—1928 заместитель ответственного редактора органа ВСНХ «Торгово-промышленная газета». В 1928 г. Валентинов был командирован в Париж и до 1930 года был редактором органа советского торгпредства в Париже «Экономическая жизнь Советов» (на французском).
В 1930 году перешёл на положение эмигранта. Жил в Париже и вплоть до смерти работал и публиковал статьи в многочисленных эмигрантских и западных журналах и газетах: парижские «Современные записки», «Новая Россия» Керенского, «Русские записки» Милюкова и Вишняка, в милюковской газете «Последние новости», в журналах «Народная правда», «На рубеже», «Новом журнале», «Социалистическом вестнике», «Новой России», «Мосты», в газетах «Возрождение», «Русская мысль» и «Новое русское слово». Историк Владлен Логинов в XXI веке характеризовал Валентинова: "Врун, кстати, жуткий, талантливо, красиво врёт".
В 1956 г. написал книгу «НЭП и кризис партии после смерти Ленина» (впервые опубликована в России в 1991 году), ставшую одним из главных источников для западных историков советской экономики. В эмиграции также участвовал в философской полемике «реалистов» и «идеалистов», резко критикуя «идеалистические» учения Е. Трубецкого, П. Струве, С. Булгакова и др.

### О годе рождения
В коллекции метрических книг Тамбовской губернии (метрические книги церквей г. Моршанска, ф.1049, оп.4), хранящейся в Государственном архиве Тамбовской области, имеются сведения о Н. В. Вольском. 
В метрической книге Соборной церкви г. Моршанска за 1880 г. имеется запись о рождении Николая Вольского следующего содержания: 

№ метрической записи: 40.
	Дата рождения: 7 мая, крещения: 8 мая 1880 г.
	Имя: Николай.
	Родители: «Титулярный Советник Владислав Казимирович Вольский католического исповедания, жена его Надежда Иванова православная».
	Восприемники: «Почетный Потомственный Гражданин Алексей Иванов Рымарев, Почетная Потомственная Гражданка Антонина Иванова Рымарева».
Также в Выписке из трудового списка (анкете) Вольского Н.В., хранящейся в Российском государственном архиве экономики (ф.870, оп.243, д.291, л.19), рукой Вольского Н.В. написана дата его рождения – 7 мая 1880 г.
Во многих энциклопедических изданиях значится, что он родился в 1879 году, что, как видим, является ошибочным.

## Важнейшие произведения
Опубликовал цикл книг о личности, творчестве и философских идеях В. И. Ленина. Историк Александр Шубин пишет о Валентинове, как о биографе Ленина: он «начал с ранней биографии, высказав ряд любопытных предположений. Впрочем, многие из них не прошли проверку временем, и наиболее интересны личные наблюдения Валентинова о жизни Ленина в эмиграции».
- Валентинов Н. Встречи с Лениным. 1953.
- Валентинов Н. Ранние годы Ленина. 1969.
- Валентинов Н. Новая экономическая политика и кризис партии после смерти Ленина. 1971.
  - Валентинов Н. Новая экономическая политика и кризис партии после смерти Ленина. — М.: Современник, 1991. — 367 с. — ISBN 5-270-01297-9.
- Валентинов Н. Малознакомый Ленин. 1972.
- Философские построения марксизма. Диалектический материализм, эмпириомонизм и эмпириокритическая философия. — М., 1908.
- Э. Мах и марксизм. — М., 1908. — 115 с.
- Валентинов Н. Наследники Ленина / Ред.-сост. Ю. Г. Фельштинский. — М.: Терра, 1991. — 240 с.
- Валентинов Н. Два года с символистами. — М.: Согласие, 2000. — 384 с. — ISBN 5-293-00004-7.